# Chenhuadian
Chenhuadian (kinesiska: 陈化店, 陈化店镇) är en köping i Kina. Den ligger i provinsen Henan, i den centrala delen av landet, omkring 86 kilometer sydost om provinshuvudstaden Zhengzhou. Antalet invånare är 33 095. Befolkningen består av 15 407 kvinnor och 17 688 män. Barn under 15 år utgör 17,0 %, vuxna 15-64 år 74 %, och äldre över 65 år 8,0 %.
Genomsnittlig årsnederbörd är 737 millimeter. Den regnigaste månaden är juli, med i genomsnitt 173 mm nederbörd, och den torraste är januari, med 3 mm nederbörd.